# Rhyssemus pauliani
Rhyssemus pauliani är en skalbaggsart som beskrevs av Riccardo Pittino 1990. Rhyssemus pauliani ingår i släktet Rhyssemus och familjen Aphodiidae. Inga underarter finns listade i Catalogue of Life.